# Walentynowo (województwo kujawsko-pomorskie)
Walentynowo – wieś w Polsce położona w województwie kujawsko-pomorskim, w powiecie inowrocławskim, w gminie Dąbrowa Biskupia.
W czasie kampanii wrześniowej stacjonowała tu 43 Eskadra Towarzysząca.

## Podział administracyjny
W latach 1975–1998 miejscowość należała województwa bydgoskiego.

## Demografia
Według Narodowego Spisu Powszechnego (III 2011 r.) wieś liczyła 181 mieszkańców. Jest trzynastą co do wielkości miejscowością gminy Dąbrowa Biskupia.